# Тремасово
Тремасово — село в Красноярском районе Самарской области. Входит в состав сельского поселения Большая Каменка.

## География
Село находится на расстоянии примерно 28 км (по прямой) к северо-востоку от села Красный Яр, административного центра района.

### Часовой пояс
Село Тремасово, как и вся Самарская область, находится в часовой зоне МСК+1. Смещение применяемого времени относительно UTC составляет +4:00.

## История
Основано как выселок села Большая Каменка.

## Население
| 2010 |
| ---- |
| 217  |

### Национальный состав
Согласно результатам переписи 2002 года, в национальной структуре населения русские составляли 95 % из 260 чел.